# David Ogilvy (13. hrabia Airlie)

Herb Airlie

David George Patrick Coke Ogilvy (ur. 17 maja 1926 w Londynie, zm. 26 czerwca 2023 tamże) – brytyjski arystokrata i polityk, najstarszy syn Davida Ogilvy’ego, 12. hrabiego Airlie i lady Alexandry Coke, córki 3. hrabiego Leicester. Jego młodszy brat, Angus, poślubił księżniczkę Aleksandrę Windsor, córkę księcia Kentu.
Wykształcenie odebrał w Eton College. Później wstąpił do 2 batalionu Gwardii Szkockiej (2nd Battalion, Scots Guards) i osiągnął tam rangę kapitana. W 1945 r. wziął udział w ostatnich walkach II wojny światowej. Później wszedł w skład brytyjskich wojsk okupacyjnych w Austrii i w latach 1947–1948 był adiutantem Wysokiego Komisarza brytyjskiej strefy okupacyjnej. W latach 1948–1949 był adiutantem naczelnego dowódcy wojsk brytyjskich na Malajach. W 1950 r. zrezygnował z czynnej służby.
Po służbie wojskowej rozpoczął naukę w Royal Agricultural College, by nabyć umiejętności potrzbne do zarządzania sporym rodzinnym majątkiem, obejmującym 69 000 akrów ziemi w hrabstwie Angus w Szkocji, wraz z dwiema rodowymi rezydencjami: Cortachy Castle i Airlie Castle. Ogilvy posiadał również rezydencję w londyńskiej dzielnicy Chelsea.
23 października 1952 r. poślubił Virginię Fortune Ryan (ur. 9 lutego 1933, zm. 17 sierpnia 2024), córkę amerykańskiego multimilionera, Johna Barry’ego Ryana i Margaret Kahn, córki finansisty Otto Kahna. David i Virginia mieli razem trzech synów i trzy córki:
- Doune Mabell Ogilvy (ur. 13 sierpnia 1953), żona Herewarda Wake’a, nie ma dzieci
- Jane Fortune Margaret Ogilvy (ur. 24 czerwca 1955), żona François Nairaca, ma dzieci
- David John Ogilvy (ur. 9 marca 1958), lord Ogilvy
- Bruce Patrick Mark Ogilvy (ur. 7 kwietnia 1959)
- Elisabeth Clementina Ogilvy (ur. 4 czerwca 1965)
- Patrick Alexander Ogilvy (ur. 24 marca 1971)

W latach 1961–1984 pracował jako dyrektor Henry Schroder Wagg & Co, a w latach 1973–1977 był przewodniczącym zarządu. Zrezygnował z pracy w banku w 1984 r., kiedy to został Lordem Szambelanem Dworu Królewskiego. Sprawował ten urząd do 1997 r. Był również Lordem Namiestnikiem Angus od 1989 r. i kawalerem Orderu Ostu od 1985 r. Został również odznaczony Krzyżem Wielkim Królewskiego Orderu Wiktoriańskiego. Od 1984 r. był członkiem Tajnej Rady. Był również Kanclerzem Uniwersytetu w Dundee od 1994 r. W 1998 r. został Lordem-in-Waiting u boku królowej Elżbiety II.
Lord Airlie mieszkał w Cortach Castle w hrabstwie Angus w Szkocji.
Postać lorda Airlie występuje w filmie Stephena Frearsa Królowa z 2006 r. W postać hrabiego wcielił się Douglas Reith.